# Пятерняшки Дион
Пятерняшки Дион (фр. Sœurs Dionne; французское произношение: [djɔn]; родились 28 мая 1934 года) — первые известные пятерняшки, пережившие младенчество. Однояйцевые девочки-близнецы родились в Канаде вблизи Калландера, Онтарио, недалеко от деревни Корбейл. Все пять дожили до совершеннолетия.
Девочки родились на два месяца раньше срока. Спустя четыре месяца проживания в семье права воспитания были переданы Красному Кресту, который оплачивал уход и контролировал строительство больницы для сестер. Менее чем через год после этого правительство Онтарио приняло «Закон об опеке пятерняшек Дион» 1935 года, делавший их подопечными короны до 18 лет. Правительство провинции Онтарио и его окружение начали зарабатывать на близняшках, сделав их значительной туристической достопримечательностью.
Сестры в порядке рождения:
1. Ивон Эдуильда Мари Дион (умерла в 2001 году)
2. Аннет Лилианн Мари Аллард
3. Сесиль Мария Эмильда Ланглуа (умерла в 2025 году)
4. Эмили Мари Жанна Дион (умерла в 1954 году)
5. Мари Рейн Альма Хоул (умерла в 1970 году)

## Биография

### Семья
Семью Дион возглавлял отец Олива-Эдуар (1904—1979) и мать Эльзир (урожденная Легро; 1909—1986), которые поженились 15 сентября 1925 года. Они жили недалеко от Корбейла, в фермерском доме на незарегистрированной территории. Олива по отцу был потомком знаменитого Захарии Клотье (через Луизу Клотье, 1632—1699; Шарлотту Миньо, 1669—1747 и Антуана Диона, 1707—1779). Дионы были франкоговорящей фермерской семьей. У них было пятеро старших детей: Эрнест (1926—1995), Роуз Мари (1928—1995), Терез (р. 1929), Даниэль (1932—1995) и Полин (р. 1933), которая родилась на одиннадцать месяцев раньше пятерняшек. Шестой ребенок, Лео (р. 1930), умер от пневмонии вскоре после рождения.
У Дион было трое сыновей после пятерняшек: Олива-младший (1936—2017), Виктор (1938—2007) и Клод (1946—2009).

### Рождение
Эльзир подозревала, что у нее будут двойняшки, но никто не думал о пятерняшках. Девочки родились на два месяца раньше срока. В 1938 году доктора предполагали, что сестры были однояйцевыми близнецами, и позже это было подтверждено генетическими тестами. У Эльзир были судороги на третьем месяце и у нее вышел странный предмет, который, возможно, был шестым плодом.
Успешное живорождение пятерняшек приписывают доктору Аллану Рою Дефо. Первоначально он поставил Эльзир диагноз «патология плода». Доктор принимал роды с двумя акушерками, тетушкой Дональдой и мадам Бенуа Лебель, которых Олива Дион вызвал посреди ночи.
Эмили и Мари имели общий embryonic sac, Аннет и Ивонн — свой общий, считается, что Сесиль имела еще один общий с шестым ребенком-выкидышем. Все, кроме Эмили, были правшами, и у всех, кроме Мари, волосы на голове закручивались против часовой стрелки.
Общий вес близнецов при рождении составил 13 фунтов и 6 унций (6,07 кг). Отдельные веса и другие измерения не были записаны. Сестер сразу же завернули в простыни и старые пеленки и положили в угол кровати. Эльзир впала в шок и пришла в себя только через два часа.
Младенцев поместили в плетеную корзину, взятую у соседей, и накрыли нагретыми одеялами. Их принесли на кухню и поставили у открытой двери печи, чтобы согреться. Одну за другой девочек вынимали из корзины и массировали оливковым маслом. Каждые два часа в течение первых двадцати четырех часов им давали подслащенную кукурузным сиропом воду. На второй день сестер переложили в большую корзину для белья и согревали бутылками с горячей водой. За ними постоянно следили, их часто приходилось будить. Затем младенцев кормили смесью «семь-двадцать»: коровье молоко, кипяченая вода, две ложки кукурузного сиропа и одна-две капли рома для стимуляции.
Весть о необычном рождении быстро распространилась, все началось с того, что брат Оливы обратился к редактору местной газеты с вопросом, сколько стоит объявление о рождении пятерняшек. Вскоре люди со всей Северной Америки предлагали помощь Дионам. Отправляли продукты и давали полезные советы (знаменитое письмо из Аппалачей рекомендовало для предотвращения диареи давать ржаной виски в малых дозах); одна больница прислала два инкубатора.

### Изъятие из семьи
Через несколько дней после рождения девочек к Оливу Дион обратились представители чикагской выставки Столетие прогресса, которые хотели взять сестер и показать их всему миру (в то время не было ничего необычного в том, что так называемые «инкубаторные дети» выставлялись на ярмарках и других выставках). Родителей убедили согласиться принимавший роды доктор Дефо и семейный священник, отец Даниэль Ротье.
Хотя Олива Дион аннулировал контракт несколько дней спустя, сославшись на то, что его жена не оставляла свою подпись, и поэтому контракт недействителен, Бюро по туризму с этим не согласилось. Примерно 27 июля 1934 года был подписан первый документ об опеке. Чтобы защититься от выставочного контракта, Олива и Эльзир Дион подписали передачу прав воспитания пятерняшек Красному Кресту сроком на два года, взамен Красный Крест обязался покрыть все медицинские расходы. В них входили заработная плата медсестер, продукты и доставка достаточного объема грудного молока в больницу. Они также контролировали строительство больницы, создаваемой специально для близняшек Дион. В феврале 1935 года Дионы отправились в Чикаго как «Родители всемирно известных детей» и выступили на сцене. Премьер-министр Онтарио Митчелл Хепберн использовал поездку Дионов как предлог для продления попечительства. Он утверждал, что детей надо спасать от дальнейшей эксплуатации, и в марте 1935 года провел через правительство закон о пятерняшках Дион, который официально делал девочек подопечными короны и продлевал опекунство до восемнадцати лет. Олива Дион был членом Совета стражей, но редко посещал собрания, так как считал, что его голос не будет иметь веса против трех других стражей: доктора Дефо, Джозефа Валина и министра благосостояния Дэвида Кролла. Заявленная причина, по которой близнецов выводили из-под опеки родителей, состояла в том, чтобы обеспечить их выживание и защиту от различных дельцов.
Правительство осознало огромный общественный интерес к сестрам и приступило к созданию туристической индустрии вокруг них. Девочек делали подопечными короны провинции до достижения 18-летия.

### В детском саду Дефо
Через дорогу от места рождения для пяти девочек и их новых попечителей была построена больница и детский сад Дефо. 21 сентября 1934 года сестер переселили из фермерского дома в этот детский сад, где они прожили до девяти лет. Объект финансировался за счет средств Красного Креста. Это был детский сад с девятью комнатами и домом для персонала неподалеку. В доме персонала находились трое медсестер и трое полицейских, отвечавших за охрану. В главном здании с детьми проживали экономка и две горничные. Здания были окружены семифутовым (2,13 м) забором с колючей проволокой. В комплексе была открытая игровая площадка, приспособленная для доступа публики. Площадка была окружена крытой галереей, из которой туристы могли наблюдать за сестрами через односторонние экраны. Сестер выводили на площадку два-три раза в день перед собравшейся толпой.
Сестры Дион постоянно подвергались проверке, изучению и осмотру, обо всем делались записи. У них был довольно жесткий распорядок. Они не были обязаны участвовать в работе по дому, обучались в частном порядке в том же здании, где жили. Главным образом, за ними ухаживали медсестры, пятерняшки имели ограниченный доступ в мир за пределами комплекса, за исключением ежедневных туров туристов, которых они могли только слышать, но не видеть. Иногда они общались со своими родителями и братьями и сестрами, жившими через дорогу. Каждое утро они вместе одевались в большой ванной, принимали апельсиновый сок и рыбий жир, а затем завивались. Потом дети молились, звучал гонг, и они завтракали в столовой. Через тридцать минут они убирали стол. Затем тридцать минут играли на солнечной террасе, делали пятнадцатиминутный перерыв, и в девять часов доктор Дефо проводил утренний осмотр. Каждый месяц у них было разное расписание мероприятий. Они купались каждый день перед обедом и потом надевали пижаму. Ужин подавали ровно в шесть. Затем они шли в тихую игровую комнату, где читали вечерние молитвы. У каждой девочки был свой цвет и символ, которыми обозначалось все, что той принадлежало. Цветом Аннетт был красный, а ее символом — кленовый лист, у Сесиль — зеленый и индейка, Эмили — белый и тюльпан, Мари — синий и плюшевый медведь, Ивонн — розовая и синяя птица.
Примерно 3000 человек в день посещали смотровую галерею вокруг игровой площадки, чтобы увидеть сестер Дион. В период с 1936 по 1943 год галерею посетило 3 млн человек. Была создана большая парковка. Олива Дион управлял сувенирным магазином и магазином шерстяных изделий напротив детсада. Район вокруг приобрел название «Квинтленд» (от quint — пять). С изображением пяти сестер выпускали такие сувениры, как автографы, фотографии в рамках, ложки, чашки, тарелки, таблички, конфеты, книги, открытки и куклы. Бесплатно для публики в корзинах были собраны камни из округи, которые, как утверждали, обладали магической силой плодородия. Корзины пополняли почти каждый день. Акушерки мадам Легро и мадам Лебель в разное время проработали в пяти разных сувенирных магазинах. Пятерняшки принесли в бюджет Онтарио более 50 миллионов долларов туристического дохода. Квинтленд стал крупнейшей туристической достопримечательностью Онтарио того времени, обогнав канадскую часть Ниагарского водопада. С ним соперничали только с Радио-сити-мьюзик-холл, Маунт-Вернон и Геттисбургский национальный военный парк в Соединенных Штатах. Среди голливудских звезд, посетивших близнецов в Калландере, были Кларк Гейбл, Джейма Стюарт, Бетт Дейвис, Джеймс Кэгни и Мэй Уэст. Амелия Эрхарт также посетила Калландер всего за шесть недель до своего неудачного полета в 1937 году.
Сестры и их изображения, а также доктор Дефо, использовались для рекламы коммерческих продуктов, таких как кукурузный сироп Karo и овсяные хлопья Quaker. Они рекламировали сгущенное молоко, зубную пасту, дезинфицирующие средства и многие другие продукты.

### Кинокарьера
Близнецы снялись в трех голливудских фильмах, которые по сути были основаны на их истории. Во всех трех фильмах они сыграли «пятерняшек Уайатт»:
- Сельский доктор (1936) — режиссер Генри Кинг, в главной роли Джин Хершолт
- Пятеро себе подобных (1938) — продолжение первого фильма
- Воссоединение (1936)[18]

В первых двух фильмах сестры не столько играли роль, сколько просто появились в кадре. Их сняли в Квинтленде, в сценах они в основном играли и общались друг с другом — то, что делают обычные дети от 2 до 4 лет. В обоих фильмах рассказывается вымышленная история о героическом докторе, который принял роды Уайаттов и заботился о них, самим пятерняшках фильм уделяет мало внимания.
Сестры Дион также появлялись в многочисленных кинохрониках и одном короткометражном документальном фильме «Пять раз по пять» 1939 года. Этот фильм был номинирован на Оскар в 1940 году. В 1942 году они снялись в «Стране пятерняшек» Джеймса А. Фицпатрика. В 1998 году три живые сестры, Сесиль, Аннет и Ивонн, приняли участие в часовом документальном фильме «Полный круг: нерасказанная история пятерняшек Дион», сценариста и режиссера Майи Галлус, фильм транслировался на канале CBC в документальном сериале «Life & Times».

### Возвращение в семью
К 1939 году доктор Дефо подал в отставку с поста опекуна, и Олива Дион получал больше поддержки за воссоединение семьи. В 1942 году семья Дион, ожидая постройку нового дома, переехала в детский сад, где жили пятерняшки. В ноябре 1943 года вся семья Дион переехала в новый дом. Жёлтый кирпичный особняк с 20 комнатами был оплачен из фонда пятерняшек. В доме было много удобств, которые в то время считались предметами роскоши, например, телефоны, электричество и горячая вода, дом прозвали «Большой дом». Сейчас в здании находится дом престарелых.
Детский сад преобразовали в аккредитованную школу, где сестры получили среднее образование вместе с десятью отобранными девочками из этого района. Позже здесь располагался монастырь Затворников Корбейла.
Хотя родители утверждали, что хотели бы интегрировать пятерняшек в семью, сестры часто путешествовали и выступали на различных мероприятиях, и при этом одевались одинаково. По рассказам живых сестер, родители часто рассматривали их как единое целое, состоящее из пяти частей, и часто отчитывали их за проблемы, которые они причинили семье своим существованием. Иногда им отказывали в привилегиях, которые получали другие дети, и более строго воспитывали и наказывали. Они также получали более тяжелую часть работ по дому и в фермерском хозяйстве. Многие годы они не знали, что роскошный дом, дорогая еда и автомобили, которыми пользовалась семья, оплачивались деньгами, которые они сами заработали.
В частности, Олива Дион был обижен и подозрителен к посторонним из-за того, что потерял опеку над девочками. В 1995 году три живых сестры утверждали, что отец подверг их сексуальному насилию в подростковом возрасте.

### Взрослые годы
Пятерняшки покинули родительский дом в 1952 году, когда им исполнилось 18 лет, и после этого они почти не общались с родителями. Трое вышли замуж и завели детей: у Мари было две дочери, три сына у Аннетт и пять детей у Сесиль, один из них умер в младенчестве, и среди них близнецы Бруно и Бертран. Эмили посвятила свою короткую жизнь тому, чтобы стать монахиней. Ивонн окончила школу медсестер, занялась скульптурой, а затем стала библиотекарем. Эмили умерла в возрасте 20 лет в результате приступа. У нее была серия приступов, когда она была послушницей в монастыре, она просила не оставлять ее без присмотра, но монахиня, которая должна была наблюдать за ней, думала, что она спит, и пошла на мессу. У Эмили случился припадок, она перевернулась на живот и, не в силах оторвать лицо от подушки, задохнулась. В 1970 году Мари жила одна в квартире, сестры заволновались, не получая вестей от нее в течение нескольких дней. Врач пришел домой к Мари и нашел ее мертвой в постели, она была уже несколько дней мертва. Раздельно проживающий муж сообщил средствам массовой информации, что в мозгу был тромб.
Аннет и Сесиль развелись, и к 1990-м годам три выживших сестры жили вместе в пригороде Монреаля Сен-Бруно-де-Монтарвиль.
В 1965 году автор Джеймс Броу в сотрудничестве с четырьмя живыми сестрами написал книгу «Мы были пятеркой». Пьер Бертон издал в 1977 году биографию под названием «Годы Дион: мелодрама тридцатых» и стал закадровым голосом в документальном фильме Национального совета кинематографии Канады 1978 года. Джон Нимей и Стюарт Фоксман издал художественную книгу Время их жизни — Трагедия Дион в 1986 году. Книга Нихмея и Фоксмана легла в основу телевизионного мини-сериала 1994 года «Дети на миллион долларов», созданного CBC и CBS с Бо Бриджес, Роя Дюпюи и Селин Боннье в главных ролях.
В 1997 году три оставшиеся в живых сестры написали открытое письмо родителям семерняшек Маккофи, предостерегая их от чрезмерной публичности детей. В письме говорилось:
Dear Bobbi and Kenny,
If we emerge momentarily from the privacy we have sought all our adult lives, it is only to send a message to the McCaughey family. We three would like you to know we feel a natural affinity and tenderness for your children. We hope your children receive more respect than we did. Their fate should be no different from that of other children. Multiple births should not be confused with entertainment, nor should they be an opportunity to sell products.
Our lives have been ruined by the exploitation we suffered at the hands of the government of Ontario, our place of birth. We were displayed as a curiosity three times a day for millions of tourists. To this day we receive letters from all over the world. To all those who have expressed their support in light of the abuse we have endured, we say thank you. And to those who would seek to exploit the growing fame of these children, we say beware.
We sincerely hope a lesson will be learned from examining how our lives were forever altered by our childhood experience. If this letter changes the course of events for these newborns, then perhaps our lives will have served a higher purpose.

Sincerely, Annette, Cécile and Yvonne Dionne
В 1998 году сестры достигли соглашения с правительством Онтарио на сумму 2,8 миллиона долларов США в качестве компенсации за эксплуатацию.
На август 2025 года, в живых осталась одна сестра, Аннет.

### Музей пятерняшек Дион
Родной брат пятерняшек был первым, кто открыл дом Дионов как музей. Первоначальная семейная усадьба была перенесена в 1960 году в место возле шоссе 11B (рядом с нынешним курортом Clarion), а затем в 1985 году — в Норт-Бэй и преобразована в некоммерческий музей пятерняшек Дион. Музей был сначала расположен на пересечении Шоссе 11 и Трансканадского шоссе, в нем демонстрируется много экспонатов из ранних лет жизни близнецов и последующих лет взросления. На октябрь 2016 года музей закрылся, город Норт-Бэй рассматривал возможность продажи здания, хотя граждане распространили петицию, в которой призывали сохранить его как историческое строение. В 2017 году у города появились планы продать здание и перенести его на выставочную площадку в деревне Сандридж в 75 км к югу от Северной бухты. 9 ноября 2017 года город Норт-Бэй объявил о планах переместить дом 19 ноября в новое место в центре города Норт-Бэй (на Оук-стрит в пустынном районе между домом пенсионеров Марина-Пойнт и музеем Дискавери Норт-Бэй, бывшей станцией CPR ок. 1903 г.) и вновь открыть весной 2019 года.

### Музей наследия Бухты Калландер и Галерея Алекса Дюфренна
21 июля 1981 года был открыт Музей наследия Бухты Калландер, расположенный в бывшем доме и практике доктора Дефо по адресу ул. Лансдаун, 107 в Калландере, рассказывает историю пятерняшек Дион и доктора Дефо, а также дает другие сведения по истории области, например, лесозаготовительной промышленности, судоходства на озере Ниписсинг, геологии и многого другого. Особого внимания заслуживает выставка парикмахерской. Сначала она работала на Мэйн-стрит в Калландере (напротив нынешнего Фудленда) до тех пор, пока приблизительно в 1979 году Тауншип не приобрел усадьбу Дефо и превратил ее в музей. Парикмахер, Алекс Дюфрен, был движущей силой создания общественного музея, и пожертвовал свою парикмахерскую для музея. Раковины, стулья, зеркало и другие предметы являются оригинальными. Когда в 1994 году была добавлена художественная галерея, было уместно назвать ее «Галерея Алекса Дюфренна» в честь основателя и первого председателя музея. В пяти минутах езды от музея находится оригинальный «Квинтленд». Ивонна, Аннет, Сесиль и некоторые из их детей посетили музей в 1986 году. В 1930-х и 1940-х годах такие знаменитости, как Амелия Эрхарт, Джимми Стюарт, Бетт Дэвис, Джеймс Кэгни и Деннис Морган, посетили доктора Дефо у него в доме. В 2016 году Брук Шилдс и Бо Бриджес посетили музей во время киносъемок в этом районе. Бриджес сыграла доктора Дефо в телевизионном фильме «Дети на миллион долларов», интерес Шилдс к пятерняшкам происходил из интереса ее матери к ним.

## В популярной культуре
Рэймонд Чандлер описал «рекламный календарь с пятерняшками, бегающими по небесно-голубому полу в розовых платьях, с каштановыми волосами и внимательными черными глазами размером с гигантский чернослив» в главе 11 своего романа 1939 года «Большой сон»,
Дисней: Пятер-щеняшки Плуто (Pluto’s Quin-Puplets) (1937) — первый короткометражный мультфильм с Плуто в главной роли — был ловко создан на волне увлечения знаменитыми пятерняшками Дион в 1930-х: Плуто и Фифи играют роль «мистера и миссис Плуто», родителией пяти озорных мини-Плуто. 
Седьмой эпизод одиннадцатого сезона мультсериала «Симпсоны» «Eight Misbehavin’» (с англ. — «Восемь шалунов») основан на истории пятерняшек Дион.
Канадская писательница Луиза Пенни включила в свой роман «Время предательства» («How the Light Gets In», 2013) историю пятерняшек Дион под другой фамилией.

### Медиа
- Annette Dionne (англ.) на сайте Internet Movie Database
- Million Dollar Babies (англ.) на сайте Internet Movie Database
- Dormant Dionne Virus Flares Blog with several video clips, Part 2, Part 3
- Small collection of «Quintland» videos at YouTube
- Collection of Dionne quintuplet photos